# Dobrepolje
Dobrepolje là một khu tự quản (tiếng Slovenia: občine, số ít – občina) trong vùng Osrednjeslovenska của Slovenia. Dobrepolje có diện tích 103.1 km2, dân số là theo điều tra ngày 31 tháng 3 năm 2002 là 3544 người. Thủ phủ khu tự quản Dobrepolje đóng tại Videm-Dobrepolje.